# マルティン・パイエロ
マルティン・イスマエル・パイエロ (Martín Ismael Payero , 1998年9月11日 - )は、アルゼンチン・コルドバ州パスカナス出身のサッカー選手。セリエA ・ウディネーゼ・カルチョ所属。ポジションはMF。

## クラブ経歴
2017年にCAバンフィエルドのトップチームに昇格。同年12月5日のCAサン・マルティン・デ・サン・フアン戦でプロデビュー。その後2019-20シーズン途中にCAタジェレスにローン移籍でプレーし、16試合1ゴールを記録。
2021年8月5日、ミドルズブラFCと3年契約を締結。10月23日のカーディフ・シティFC戦で移籍後初ゴールを決め、試合も2-0で勝利。2022年2月4日のFAカップ4回戦のマンチェスター・ユナイテッドFC戦では、後半33分からマット・クルックスとの交代で途中出場。120分を1-1で終えPK戦に突入。パイエロは先攻2人目で起用され成功。全員成功で迎えた後攻8人目のアンソニー・エランガが失敗。PK戦を8-7で制し、敵地オールド・トラフォードでアップセットを達成した。2022年7月14日、ボカ・ジュニアーズにレンタル移籍。
2023年9月1日、ウディネーゼ・カルチョに移籍した。

## 代表経歴
2021年に開催された2020年東京オリンピックに、U-24アルゼンチン代表に選出。グループCでエジプトと勝点4で並び、得失点差で及ばずグループリーグ敗退に終わった。